# Pawieł Bieznosow
Pawieł Aleksandrowicz Bieznosow (ros. Павел Александрович Безносов, ur. 22 września 1922 we wsi Wizinga w guberni wołogodzkiej, zm. w listopadzie 2006) – radziecki polityk, przewodniczący Rady Ministrów Komijskiej ASRR (1963-1984).
Od 1941 do lipca 1942 żołnierz Armii Czerwonej, ranny, zdemobilizowany, od 1943 w WKP(b). Od 1943 I sekretarz rejonowego komitetu Komsomołu w Komijskiej ASRR, sekretarz lokalnej gazety w Syktywkarze, 1953-1956 słuchacz Wyższej Szkoły Partyjnej przy KC KPZR, 1956-1958 I sekretarz Komitetu Miejskiego KPZR w Incie, 1958-1962 w KC KPZR. Od 1962 do 10 maja 1963 II sekretarz Komi Komitetu Obwodowego KPZR, od maja 1963 do grudnia 1984 przewodniczący Rady Ministrów Komijskiej ASRR, następnie na emeryturze. Deputowany do Rady Najwyższej ZSRR 9 kadencji.

## Odznaczenia
- Order Lenina
- Order Rewolucji Październikowej
- Order Czerwonego Sztandaru Pracy
- Order Wojny Ojczyźnianej I klasy
- Order „Znak Honoru”
- Zasłużony Pracownik Gospodarki Ludowej Komijskiej ASRR

I odznaczenia zagraniczne.